# Róbinson Zapata
Pour les articles homonymes, voir Zapata.
Róbinson Zapata, né le 30 septembre 1978 à Florida (Colombie), est un footballeur colombien, qui évolue au poste de gardien de but à l'Independiente Santa Fe. Au cours de sa carrière il évolue à l'América Cali, au Real Cartagena, à Rosario Central, à Independiente, à Belgrano, au Cúcuta Deportivo, au Steaua Bucarest, à Galatasaray, au Deportivo Pereira, à Itagüí Ditaires et à Millonarios ainsi qu'en équipe de Colombie.
Zapata ne marque aucun but lors de ses trois sélections avec l'équipe de Colombie depuis 2007. Il participe à la Copa América en 2007 avec la Colombie.

## Carrière
- 1998-2000 : América Cali
- 2000-2002 : Real Cartagena
- 2003-2004 : América Cali
- 2004-2005 : Rosario Central
- 2005 : Independiente
- 2005-2006 : Belgrano
- 2006-2007 : Cúcuta Deportivo
- 2007-2011 : Steaua Bucarest
- 2011 : Galatasaray
- 2011-2012 : Deportivo Pereira
- 2012 : Itagüí Ditaires
- 2013 : Millonarios
- 2014 : Independiente Santa Fe  [1]

## Palmarès

### En équipe nationale
- 3 sélections et 0 but avec l'équipe de Colombie depuis 2007.
- Participe au premier tour de la Copa América 2007.

### Avec Cúcuta Deportivo
- Vainqueur du Championnat de Colombie de football en 2006 (Tournoi de clôture).